# Функції держави у соціальному захисті
Соціальний захист — сукупність державних заходів і видатків бюджету, пов'язаних з наданням фінансової допомоги окремим верствам населення, які через незалежні від них причини не мають достатніх для самозабезпечення доходів.
Поняття «соціальний захист» досить нове, почало використовуватись у міжнародних актах в середині XX століття. Поняття «соціальний захист» розуміється як більш широке за значенням та змістом соціальне явище, ніж соціальне забезпечення. У широкому значенні соціальний захист становить зміст соціальної функції держави і є системою економічних, юридичних, організаційних заходів щодо забезпечення основних соціальних прав людини і громадянина в державі. У вузькому значенні соціальний захист — соціально-захисна діяльність держави щодо убезпечення населення від негативних наслідків соціальних ризиків. З двох визначень можна з упевненістю стверджувати, що держава безпосередньо чи опосередковано бере участь у створенні соціального захисту свого населення.

## Правовий механізм
Відповідно до статті 25 Декларації прав людини сучасна правова держава повинна гарантувати право на такий рівень життя, який враховує забезпечення людей їжею, житлом, медичним обслуговуванням, власним добробутом і добробутом сім'ї та правом на соціальне забезпечення у разі безробіття, хвороби, інвалідності, старості та інших випадків втрати засобів до існування. Право людини на соціальний захист є її конституційним правом. Адже згідно статті 46 Конституції України громадяни мають право на соціальний захист, що включає право на забезпечення їх у разі повної, часткової або тимчасової втрати працездатності, втрати годувальника, безробіття з незалежних від них обставин, а також у старості та в інших випадках, передбачених законом.

## Становлення соціального захисту
Якщо пригадати історію, то держава починається з моральних засад — таких, як чуйність, співчуття, справедливість, благодійність та інші. А це і є ті категорії моралі суспільства, які спрямовані на підтримку людини, яка опинилася в досить скрутній ситуації і не в змозі забезпечувати себе і своїх рідних усім необхідним.
Початковими формами соціального забезпечення були благодійництво і громадська опіка. Відкривалися лікарні та школи для убогих. Церква й духовенство здійснювали опіку та нагляд за лікарнями, притулками для одиноких. Таким чином, історія країн свідчить про раннє використання різноманітних форм соціальної опіки. Проте така опіка мала суто громадський характер, була періодичною та не мала загального обов'язкового характеру.
Протягом першої половини XX століття системи державного соціального захисту були упроваджені в усіх цивілізованих державах світу. Відбулося розширення суб'єкта соціального захисту, включення соціального забезпечення у більш широкі системи соціального захисту, які поряд з традиційним соціальним забезпеченням передбачають заходи спеціального та додаткового соціального захисту. Французький дослідник Анна Воло Життлер зазначає, що сферу дії соціального захисту можна окреслити трьома великими комплексами: соціальне забезпечення, соціальна допомога, додатковий соціальний захист.
На даному етапі розвитку ринкової економіки держава не може забезпечити справедливий розподіл доходів. А це призводить до того, що частина населення опиняється за межею бідності, у так званих «складних життєвих обставинах». Цим і породжується потреба у соціальному захисті населення та збільшенні ролі держави у вирішенні деяких соціальних питань.

## Структура соціального захисту в Україні
Структурно соціальний захист в Україні складається з таких частин:
- Державний соціальний захист;
- Недержавне соціальне забезпечення.

Державний соціальний захист у свою чергу складається з загальної системи соціального захисту (загальнообов'язкове соціальне страхування та державна соціальна допомога), спеціального соціального захисту (така форма соціального захисту, яка передбачає спеціальні умови його здійснення) та додаткового соціального захисту (передбачений законодавством для таких категорій населення, як діти-сироти, діти, позбавлені батьківського піклування, ветерани війни, ветерани праці …). Система соціального захисту населення в Україні включає: пенсії, допомога по безробіттю, допомога при народженні дитини, програма допомогою сім'ям з дітьми, державні програми дотацій і житлових субсидій, допомога на поховання, державна система охорони здоров'я, державна система освіти, соціальний захист осіб, постраждалих від аварії на ЧАЕС. Держава активно сприяє розвитку системи соціального захисту. Можна виділити такі методи впливу держави на розвиток системи соціального захисту:
- правове забезпечення соціального захисту населення, прийняття відповідних законодавчих та нормативних актів[1];
- прямі державні витрати із бюджетів різних рівній на фінансування соціальної сфери;
- соціальні субсидії;
- створення мережі центрів служб зайнятості та бірж праці;
- державні програми з вирішення конкретних соціальних проблем;
- державний вплив на ціни та ціноутворення;
- обов'язкове соціальне страхування;
- пенсійне забезпечення;
- соціальне партнерство.